# Étang de Noyalo
L'étang de Noyalo est une étendue d'eau douce située au sud-est de Vannes, dont il constitue une réserve d'eau potable. Il a une superficie de 140 hectares.

## Localisation
L'étang de Noyalo s'étend sur la commune de Theix-Noyalo. Une toute petite partie, à l'extrême sud, appartient à la commune de Surzur. La portion située à Theix est aussi nommé étang de Kernicole, du nom d'un hameau.
L'étang est alimenté par plusieurs ruisseaux. Il se déverse dans la rivière de Noyalo au niveau d'un barrage sur lequel passe la route D 195 et où est bâti un ancien moulin à marée. 

## Écologie
L'étang de Noyalo et ses abords constituent une zone naturelle d'intérêt écologique, faunistique et floristique (ZNIEFF). Les espèces animales présentant un intérêt particulier sont la loutre et certains canards migrateurs (canard souchet, Anas crecca, Anas querquedula, Pandion haliaetus, Phalacrocorax carbo). 
En 1992, un passage a été aménagé sous la route D 780, à fort trafic routier, pour permettre la circulation des loutres de l'étang de Noyalo à la rivière de Noyalo.

### Pêche
L'étang de Noyalo est classé en deuxième catégorie. La pêche en barque est interdite. Les principales espèces pêchées sont le brochet, la perche, le sandre, la carpe, le gardon, la brème et la tanche.

## Eau potable
L'étang de Noyalo contient 2 millions de mètres cubes d'eau. Il s'agit de la principale source d'approvisionnement en eau potable de la ville de Vannes : 40 à 50 % de l'eau distribuée dans la commune provient de Noyalo. 

### Usine de Noyalo
L'eau de l'étang est traitée par une usine construite en 1964, l'usine de Noyalo, dont la capacité quotidienne s'élève à 24 000 m3. Cette capacité de production serait suffisante pour répondre à la totalité des besoins domestiques et industriels de la ville si nécessaire. Grâce à l'étang de Noyalo et son usine, la ville de Vannes exporte une partie de sa production d'eau potable vers les communes du littoral, en particulier celles de la presqu'île de Rhuys, pendant l'été, lorsque la fréquentation touristique augmente les besoins en eau. 
L'usine est dotée de différents systèmes de traitement des eaux, régulièrement modernisés : décanteurs dynamiques, filtration sur sable, tour d'ozonation, filtration sur charbon actif en grain (depuis 1995).